# Раллис, Димитриос
Димитриос Раллис (греч.  Δημήτριος Ράλλης; 1844, Афины, Греция — 5 августа 1921, там же) — греческий государственный деятель конца XIX — начала XX веков. В период 1897—1921 пять раз занимал пост премьер-министра Греции.

## Биография
Фамилия Раллис — не греческого происхождения. Родоначальниками рода считаются крестоносцы, обосновавшиеся на Пелопоннесе после падения Константинополя в 1204 году. Первоначальная фамилия Рауль постепенно эллинизировалась и трансформировалась в фамилию Раллис, которую встречаем уже с XV века среди византийской аристократии Пелопоннеса.
Родился в семье Георгиос Раллиса (1804—1883), юриста и законодателя, председателя Ареопага (Верховного суда), профессора и ректора Афинского университета, ставший несколько раз министром юстиции.
Окончил юридический факультет Афинского университета.
В годы абсолютизма баварца короля Оттона I, принимал участие в антимонархистских выступлениях, несмотря на то, что его отец был министром в королевском правительстве Афанасия Миаулиса. Чтобы удалиться от этих событий, он продолжил учёбу в Париже, где написал докторскую диссертацию на тему «Морские займы» (1866), которая позволила ему по возвращении в Афины в 1868 году стать преподавателем Торгового права.
Четырьмя годами позже (1872) он впервые был избран депутатом парламента от Аттики. Впоследствии получил прозвище «Аттикархис» (греч. Αττικάρχης — свободный перевод «Вождь Аттики»), поскольку постоянно избирался от этого избирательного округа.
Раллис был политическим противником Димитриоса Вулгариса и примкнул к партии Харилаоса Трикуписа, после её образования в 1875 году. Принял в правительстве Трикуписа портфель министра церковных дел и образования.
Хотя Раллис был хорошим оратором, его вспыльчивый характер дважды привёл к разрешению конфликтов на дуэли — с депутатом Лаконии Георгием Петропулакисом и (будущим) премьер-министром Константопулосом.

## Министр
В 1883 году Трикупис назначил его на должность министра юстиции.
Но через год он ушёл в отставку и создал свою «Третью Партию» (греч. Τρίτο Κόμμα) или просто «Третью» (греч. Τρίτον), что соответствовало его политическим амбициям. Однако его политические расчёты были нарушены королём Георгом I.
В 1892 году, после отставки правительства Теодороса Дилиянниса, король призвал «Третью партию» сформировать правительство, но обошёл Раллиса в пользу Константопулоса, что привело к выходу самого Раллиса и большинства депутатов из партии. Находился в оппозиции Трикупису в 1892 году и был назначен министром финансов в правительстве Сотиропулоса после банкротства страны в 1893 году. Но правительство Сотиропулоса не преуспело и пало в октябре того же года. К власти вновь пришёл Трикупис.

## Банкротство Греции
С начала Освободительной войны Греция наращивала внешний долговые обязательства:196. В период 1879—1890 Греция получила 6 новых займов, на сумму в 630 млн драхм. В действительности страна получила только 459 млн, поскольку займы предоставлялись на 25 % −30 % ниже номинального значения. Бо́льшая часть денег шла на закупку оружия и выплаты процентов предыдущих займов. В распоряжение оставалось 100 млн, бо́льшая часть которых шла на закрытие дыр бюджета. Денег на развитие не было. В результате, долг продолжал расти, несмотря на удвоение налогообложения в период 1873—1893. К концу периода долг поглощал треть доходов. Трикупису не удавалось получить новый заём и он обрезал процент выплат займов на 70 %. Это обеспокоило держателей облигаций. Трикупис был великим реформатором, много сделавшим для развития страны. Но в народе более всего известен своей исторической фразой «к сожалению, мы обанкротились» (1893 год):37.
Британские держатели облигаций вели себя сдержанно, но немецкие требовали создания международного комитета по контролю греческих финансов. Кроме «личной ненависти» германского кайзера к греческому монарху, более существенной была позиция германских капиталистов, держателей греческих облигаций, потерявших при этом банкротстве большие суммы. Самым влиятельным из них был личный банкир кайзера Герсон Блейхрёдер:224.
Английский историк Д. Дакин пишет, что Трикупис переоценил возможности греческой экономики, несмотря на положительные стороны его реформ. Он пишет, что было очевидно, что Греция не располагала средствами следовать динамичной внешней политике, против политики держав:227.
Г. Руссос пишет, что те кто приобрели греческие облигации до 1897 года и продали их после последовавшей войны и установления международного контроля над Грецией, сколотили огромные состояния. Среди них были не только немецкие банкиры и кайзер, но и греческие банкиры и члены греческой королевской семьи.

## Династические и политические отношения перед Критским восстанием
Вильгельм II (германский император) выдал свою сестру Софию замуж за принца Константина и торопился поставить его на трон Греции как германофила, вместо Георга I:29.
Антиэллинизм кайзера объяснялся его политикой на юго-востоке, ставившей целью незыблемость Османской империи и её усиление в интересах 2-го Райха. Критское восстание стало поводом для кайзера, чтобы проявить султану своё туркофильство:61.
Кроме того, кайзер питал личную ненависть к своему родственнику, греческому королю. В свою очередь Георг, происходивший из датской династии и помнивший, что Германия в 1862 году отняла у его родителей две провинции, отвечал ему теми же чувствами. С началом кризиса на Крите кайзер заявлял: «Этот маленький король постоянно обращён к своему племяннику, русскому царю. К своему зятю, принцу уэльскому. К императору Австрии и к республиканской Франции. На меня, брата его невестки, самого могущественного из монархов, он даже не смотрит! Кто он такой, в конце концов» (Георг был женат на российской княжне Ольге. Эдуард VII был женат на сестре Георга Александре:63.
Английский премьер Солсбери, Роберт был против соединения Крита с Грецией, но старая Виктория (королева Великобритании) хотела помочь Греции, поддерживаемая своим сыном Эдуардом, невесткой Александрой и дочерью, бывшей германской императрицей Августой (Виктория Саксен-Кобург-Готская (императрица Германии)) матерью греческой принцессы, а в будущем королевы Софии. Виктория передала кайзеру, что она пришла в ужас от грубого языка, который он применяет по отношению к стране, где живёт его сестра".

## Критский кризис
С окончанием Греческой революции в 1829 году, остававшийся под османским контролем Крит постоянно восставал. К концу 80-х годов назревало очередное восстание и «Критский комитет» развил деятельность на территории Греческого королевства. Трикупис старался не обострять отношения с «Державами» и Османской империей.
Димитриос Раллис, «темпераментный демагог», как его именует Дакин, клеймил позором позицию Трикуписа и королевского двора.
Дилияннис, пришедший к власти в 1890 году, также пытался приглушить деятельность «Критского комитета» на территории королевства:228.
В декабре 1895 года турки назначили правителем Турхана, и «комитет» был преобразован в «революционное собрание». Тем временем «комитет» стал получать поддержку тайной организации «Этники Этерия», готовившей также восстания в Македонии и Эпире.
Этерия была поддержана оппозицией, в частности Раллисом, который оказывал давление на правительство Дилиянниса обвиняя его в том что оно не оказывало поддержку критянам и не уделяло должного внимания армии:229.
В деятельности «Этерии», созданной в 1894 году и остававшейся тайной до 1896 года, историками не получен ответ на факт, что к концу её существования руководил организацией ярый германофил, а другой член правления имел тайные связи с немецким генштабом. Король был информирован о деятельности Этерии и демонстрировал офицерам, что не трон, а политики препятствовали деятельности Этерии, что как пишет Т. Герозисис, «в определённой степени было верным»:225.
Виктор Дусманис, в своих мемуарах, охарактеризовал оппозицию 1897 года, которую возглавлял Раллис, как «банду спекулянтов Отечеством, исходящих из индивидуальных интересов самопровозглашённых патриотов».
Марксист Я. Кордатос в своей «Истории Новейшей Греции» утверждает, что вполне вероятно, что на Раллиса, прямо или косвенно, в этот период вышли немецкие агенты.

## Критское восстание
В ответ на турецкие гонения «комитет» начал действовать. 6/18 мая 1896 года были окружены 1600 турецких солдат в Вамос. В ответ турки начали резню в Ханья. Греческое правительство бездействовало. После высадки новых турецких войск на остров стали прибывать добровольцы и оружие из Греции, но не от правительства, а от «Этерии». Хотя военный министр предложил правительству войти в контакт с «Этерией», чтобы контролировать её, Дилияннис оставался нерешительным и, напротив, усилил гарнизоны на севере, чтобы препятствовать отправке иррегулярных отрядов в Македонию:230.
В июне 1896 года греческие офицеры, «дезертировавшие из армии» отправились на Крит:226.
Австрия предложила назначить правителем христианина, созвать Критское собрание и предоставить амнистию. Турки приняли предложение. После чего «Державы» 24 июня/ 6 июля потребовали от Афин прекратить отправку добровольцев и оружия на Крит. Критское собрание требовало автономии, подобной автономии Самоса. Игнорирование турками правителя-христианина привело к возобновлению боёв и резни:230.

## Вмешательство «Держав»
Предложение Германии о морских операциях против Греции, а также Австрии о «мирной блокаде» Крита было отклонено Британией. 13/25 августа турки представили предложения реформ, которые не были отклонены греческим правительством и «комитетом». В то же время оппозиция, в частности Раллис, и «Этерия» продолжили свою независимую деятельность на Крите, что давало возможность туркам отвечать репрессиями и указывать «Державам», что критяне ведут себя безответственно. Последовали новые бои и резня:231.

## Резня
13 января 1897 года началась резня христиан местными мусульманами, при участии турецких солдат, в Ираклионе и Ретимноне. 18 января «методическая резня» распространилась на Ханья.23 января мусульмане сожгли христианские кварталы города. Европейские консулы были вынуждены перебраться на военные корабли:33.

## Отправка греческих кораблей
Уступая народному давлению, премьер Дилияннис послал к Криту маленькую группу кораблей:231.
При этом, Дилияннис заявил турецкому послу, что миссия кораблей — мирная:46.
Этот шаг привёл к тому, что повстанцы водрузили греческий флаг в пригороде Хания, Халепе и провозгласили воссоединение с Грецией 25 января 1897 года:43.
Провозглашение «энозиса» вызвало протест послов «Держав». Заверения греческого премьера о мирной роли кораблей были соблюдены:44.

## Дипломатическая изоляция
В британском парламенте Кёрзон, Джордж Натаниэл заявлял, что поведение турецкой армии на Крите «отличное» и что атакующие «скорее всего христиане». Только Гладстон, Уильям выступил в защиту Греции. Фракция Солсбери, Роберта провела свою линию в прессе Англии, которую поддержала и пресса Франции. Более агрессивной была немецкая пресса, за которой стояли кайзер и банковский капитал, понёсший убытки от греческого банкротства и жаждущий поражения Греции, для установления экономического контроля над ней. Дипломатическая обстановка была выражена австрийским двором: «если все „Державы“ сотрудничают, с целью сохранения турецкой неприкосновенности, Критское восстание останется по необходимости без результатов»:45.

## Отправка греческого корпуса на Крит
1/13 февраля 1897 года на остров был послан наспех собранный корпус греческой армии (1500 бойцов), во главе с Вассосом, адъютантом короля, чтобы занять остров от его имени:47.
К моменту прибытия корпуса, остров был под покровительством «Держав». Вассос высадился 24 км западнее Ханья, где его встречали 5 тысяч критян. Вассос предпринял наступление, заняв монастырь Гониес. Из монастыря он обнародовал прокламацию «от имени Короля эллинов», провозглашая что Крит освобождён:49.
При продвижении Вассоса к Ханья, перед ним предстал представитель 5 европейских адмиралов и объявил, что город находится под защитой «держав». Международная оккупация города прерывала вмешательство Греции и «Критский вопрос был отброшен этой акцией в тупиковый лабиринт дипломатии»:50.
Вассосу было запрещено вести военные действия в радиусе 6 км от города, а греческим кораблям было запрещено препятствовать высадке турецких войск:51.
3/15 февраля «Державы» высадили десанты и призвали Грецию отозвать свои войска. Греция отказалась. Это вызвало гнев кайзера, призвавшего к блокаде портов Греции, что привело бы к возведению на трон принца Константина. Это предложение было отклонено Британией. Было принято предложение Франции, поддержанное Россией, согласно которому Крит получал автономный статус, оставаясь частью Османской империи. Предложение было принято турками. Греция была готова отозвать корабли, но хотела оставить корпус на острове, для соблюдения порядка. Трения между Державами были разрешены. У Вассоса были «связаны руки», но 6 февраля его корпус и повстанцы взяли крепость Вуколиа:96.
7 февраля, корпус Вассоса сразился с 4 тысячами турок при Ливадиа и одержал «славную победу». Турки потеряли 500 человек убитыми и 107 пленными. Остальные разбежались, преследуемые до Хания, где нашли защиту у европейских войск. Историки характеризуют победу «Пирровой», но не по причине потерь. Победа Вассоса и лёгкость с которой она была одержана оказала поддержку в Греции политическому крылу, выразителем которого была «Этерия», и требующего объявления войны османам. «Если один-единственный корпус одерживает столь лёгкие победы, то что произойдёт когда в бой вступит вся армия ?»:52.
Греция шла к «странной войне, которая являлась игрой королевского двора с западноевропейскими финансовыми кругами и стала национальной изменой»:152.

## Ультиматум
Правительство не отзывало корпус Вассоса, но не присылало подкреплений. Адмиралы «Держав» призвали повстанцев сложить оружие:77.
Позиция европейских монархий была выражена послом России в Париже: «Крит ни в коем случае не может соединиться с Грецией в сегодняшних обстоятельствах»:58 и была повторена в ультиматуме Держав греческому правительству 2 марта 1897 года:107.
6/18 марта была объявлена морская блокада Крита. 11/23 марта «Державы» высадили на остров 3000 моряков. Англичане заняли Ираклион, русские — Ретимнон, французы — Ситию, итальянцы — Ханию, немцы — Суду и австрийцы — Киссамос:227.
Греческие корабли были отозваны. Корпус Вассоса оставался на острове, но был обречён на бездействие:83. «Державы» подбирали правителя. Россия предложила принца Георга, второго сына греческого короля, турки настаивали что правителем должен быть турецкий подданный:232. Кайзер противился решению, но принял предложения других «Держав». «Кайзера интересовал не Крит, а разрушение Греции»:84.

## Странная война 1897 года
Ещё в октябре 1896 года Дилияннис нашёл компромисс с кредиторами Греции:226., но «по неизвестной причине» не подписал соглашения. «Была необходимость найти решение, способ принуждения Греции подчиниться международному контролю. Была необходимость в этом сатанинском плане сделать несознательными инструментами политиков Греции, её народ, армию, флот, всё избранное чем располагала страна (.) Была необходимость разыграть кровавую комедию против чести нации (.) и комедия была разыграна под именем „война 1897 года“ (.)
Дилияннис, этот хитрый старик, также как Д. Раллис, был обманут Георгом. И только к концу этой „кровавой комедии“ Дилияннис осознал, что Греция попала в западню и воскликнул на французском: Quelle machine infernale (Какая адская машина):236.
Османы готовились к войне. С другой стороны „Этерия“ отправила в Македонию 34 отряда иррегулярных бойцов, среди которых были и итальянские добровольцы. Это обеспокоило Россию. Дакин пишет, что Россия не была враждебна к претензиям Греции на Крит, но её претензии на севере препятствовали планам панславизма. Россия предложила блокаду, самого северного тогда, греческого порта Волос. Предложение было отклонено Британией:233.
Дипломатические отношения между Грецией и Османской империей были прерваны 17 апреля.
Отряды Этерии проникли на османскую территорию, но были остановлены османскими войсками и вернулись на территорию Греции. Это дало туркам искомый ими повод для начала войны.
Участники последовавшей войны в Фессалии и Эпире, в особенности итальянские волонтёры, утверждали что отход греческой армии был запланирован до начала войны. Чиприани, Амилкаре писал о „предрешённом, запрограммированном отходе“. Другой итальянский волонтёр именовал греков „popolo tradito“ (преданный народ). Примечательно, что и турецкий генштаб, в своём докладе, „признаёт мужество греческих войск“, но в заключении пишет, что „греки не проявляли намерение воевать действительно“ (de ne pas combattre serieusement) и именует эту войну „симуляцией войны“ (simulacre de guerre). В последней строчке этого доклада: „Следуя из этого, мы считаем, что Высшее греческое военное командование имело приказ оставлять шаг за шагом территорию, не ставя под угрозу жизни своих солдат“:144.
Когда из Фессалии стали приходить новости, ситуация в столице вышла из под контроля. Дабы избежать революционного взрыва, королевский двор попросил Дилиянниса подать в отставку. Дилияннис отказался. Тогда Георг распустил правительство 18/30 апреля и поручил формирование нового правительства лидеру оппозиции, Д. Раллису:173.
Своей акцией король разрядил кризис и гнев против трона:202.
Эта странная война была остановлена после вмешательства русского императора Николая II 5/17 мая 1897 года. Прекращение войны означало и прекращение Критского восстания:193

## После войны
Правительство Раллиса в апреле 1897 года отозвало корпус Вассоса с острова:234.
Греция практически не теряла территорий, но была обязана выплатить османам компенсацию.
По предложению России и при поддержке Британии принц Георг стал правителем Крита.
Принц прибыл на Крит в декабре 1898 года. Крит стал автономной провинцией. Согласно Дакину, Крит практически был обещан Греции, которая несмотря на исход войны 1897 года, оказалась в выигрыше. Он считает, что Греция обязана этому Британии и России, которые несмотря на антагонизм, ещё раз объединили силы против Германии на юго-востоке Европы:236.
Perris Land в своей работе „Восточный кризис в 1897 году“ рассматривает события следующим образом: „…война 1897 года была лже-войной, виртуальной дипломатической войной, во-первых для установления международного экономического контроля над Грецией, на который не мог согласиться ни король, ни правительство, ни парламент, поскольку это являлось ограничением независимости государства …. Что следовало сделать ? Деятели капитала были тогда всемогущими … была выдумана эта война, как средство утверждения контроля… Во-вторых была позолочена пилюля назначением греческого принца Георга в качестве правителя Крита, продвигая таким образом Критский вопрос …То, что эта лже-война была спланирована заранее, очевидно из того факта, что военные приготовления Турции начались задолго до отправки Вассоса на Крит“:235.

## Вновь премьер-министр
Атмосфера недовольства позволила правительству Раллиса оставаться у власти только 5 месяцев (18 апреля — 21 сентября 1897).
Раллис вновь стал премьер-министром в периоды 28 июня 1903 года — 6 декабря 1903 года и 9 июня 1905 года — 8 декабря 1905 года:239.
Возглавлял греческое правительство во время очередного кризиса на Крите в 1905 году, но его позиция в Критском вопросе, по выражению Дакина, в этот период была „неоднозначной“:261.

## Македония
К концу XIX века Османская Македония была регионам, где сталкивались интересы европейских „Великих держав“ и балканских государств. Дакин пишет, что „все балканские народы могли предъявить претензии на всю, или на часть, Македонии, основываясь на исторические, национальные, языковые, культурные и религиозные аргументы“:242.
Ситуация стала приобретать характер кризиса, после того как османское правительство в 1870 году учредило султанским фирманом болгарскую экзархию.
Первоначально полем конфронтации стала церковь, а затем последовало просвещение.
Дакин пишет, что к 1902 году на территории Османской Македонии насчитывалось более 1.000 греческих школ с 78.000 учениками, в то время как „школы экзархистов, функционирующие на деньги предоставляемые Россией и Болгарией, насчитывали 592 школ с 30.000 учениками“. По их стопам пошла и Сербия, создав 233 школ:243.
Эти цифры, в той или иной мере, соответствуют турецкой переписи 1905 года, согласно которой, на территории Македонии 647.962 человек были под омофором Константинопольского патриарха, а к болгарской экзархии примкнули 557.734 человек. При этом, ни с одной, ни с другой стороны, эти цифры не определяли ни языковую, ни тем более национальную принадлежность населения. К примеру, экзархисты использовали неологизм „грекомане“, чтобы охарактеризовать славяноязычных сторонников Патриархии и Греческой Македонии:654.
Появление вооружённых болгарских чет, терроризирующих сторонников Патриархата и изгонявших, а иногда и убивавших, греческих священников и учителей, вызвало ответный греческий шаг. Греческое сопротивление возглавил митрополит Кастории Герман (Каравангелис), а негласное руководство военной пропаганды возглавило консульство Греции в столице Македонии, городе Фессалоники. Около сотни греческих офицеров оставили службу и негласно, под псевдонимами, отправились в Македонию возглавить борьбу македонян.
В течение 4-х лет (1905—1908) греческие отряды наносили тяжёлые потери четникам (и периодически туркам) и постепенно стали доминировать в регионе, ограничивая деятельность болгарских чет. Дакин пишет, что „победа Греции в исторической Македонии (и Сербии на севере османской Македонии) в вооружённой борьбе за Македонию, не имела результатом территориальные приобретения. Но их победы помешали потере тех регионов, которые позже, в 1912—1913 годах, стали Греческой Македонией и Сербской Македонией“:253.
После младотурецкой революции в июле 1908 года и проведения выборов с участием христианского населения, „Борьба за Македонию“ была свёрнута всеми участвовавшими в ней сторонами.
В этот период он посетил Фессалоники, а затем Константинополь.
Во время официального приёма младотурками в Фессалоники Раллис, не посоветовавшись с дипломатами греческого консульства, „наивно“, по выражению Дакина, заявил, что раз Греция абсолютно доверяет новому турецкому режиму, то сотня греческих офицеров (в действительности их было не более 60) может вернуться домой.
Тем самым Раллис выдал греческую организацию в Македонии и вызвал ответные турецкие меры.
По возвращении в Грецию Раллис сменил риторику, стал выступать в пользу продолжения Борьбы за Македонию и отправки партизанских отрядов не только в Македонию, но и во Фракию и, даже, в Малую Азию»:268.
Т. Герозисис пишет, что заявление Раллиса было сделано когда он вновь стал премьер-министром в июле 1909 года и именует его «монументом глупости». Но «поскольку в подобную глупость тяжело верить, то это заявление граничит с национальным предательством, в силу того что все греческие правительства отказывались от присутствия греческих офицеров на территории османской Македонии».
Заявление Раллиса разъярило офицеров воевавших в Македонии и, в особенности, тех кто ещё находился там.
Но Раллис «без остановки продолжил наихудшие традиции демагогии греческих политиков, обещая ликвидацию должности главнокомандующего для наследника престола, удаления принцев из армии и создания мощной армии в 180 тысяч штыков»:273.

## Офицерское движение 1909 года
Раллис вновь возглавил правительство 7 июля 1909 года, но тут же забыл свои радикальные идеи и предложения относительно армии:272.
Но офицерское движение 1909 года потрясло страну и устои монархии.
В армии возник «Военный совет» офицеров, с антимонархистскими тенденциями.
Офицерское движение 1909 года было вызвано рядом причин среди которых были:
- Профессиональные причины армии: неудовлетворительное снабжение и вмешательство принцев в дела армии.
- Национальные и националистические причины: территориальная экспансия Болгарии и развитие болгарской армии, в сравнении с неудовлетворительным состоянием греческой. Борьба за Македонию, которая в значительной мере велась усилиями «Македонского комитета» и самих офицеров, в то время как греческие политики были «послушными перед Турцией».
- Политические и общественные: «политические партии морально были банкротами». Кризис в обществе нарастал.
- Финансовые проблемы: связанные с предыдущими, поскольку правительство Раллиса, как и все предыдущие греческие правительства, не принимало никаких мер, чтобы поддержать финансами необходимую реорганизации армии[5]:289.

7 августа 1909 года в прессе появилась статья лейтенанта Караискакиса, представлявшего младших офицеров армии. Статья была опубликована под заголовком «День суда настал».
Это было предупреждением, которое даже старшие офицеры «Военного совета» не могли игнорировать
Королевский двор и Раллис, не зная о существовании «Союза младших офицеров», не придали ей значения:281.
Переоценив свои возможности, правительство заключило в тюрьму 12 офицеров. Лидер офицеров, Зорбас, Николаос, написал письмо Раллису, с просьбой разрешить вопрос. Но его тон, в отличие от лидера младших лейтенантов, был компромиссным.
Раллис согласился принять делегацию «Военного совета», которая должна была объяснить ему свою программу.
Но представшие перед Раллисом офицеры были встречены разъярённым премьером и были изгнаны:282.
Причиной было письмо, попавшее в руки Раллиса, информировавшее его, что офицеры, включая членов делегации, собирали оружие, чтобы совершить переворот.
Раллис не только изгнал делегацию, но представил письмо начальнику отдела кадров военного министерства, который арестовал двух членов делегации.
Участник событий, Пангалос, Теодорос, сравнивает это письмо с телеграммой Бисмарка в 1870 году.
Всякая вероятность компромисса «Военного совета» и правительства была сорвана.
Группа офицеров, во главе с Пангалосом, освободила арестованных:283.
Попытки Раллиса и Зорбаса найти компромисс в последний момент были безуспешны.
Правящий комитет «Военного совета» приказал осуществить переворот и собраться всем в казармах в Гуди в ночь с 14 на 15 августа 1909 года:284.
15 августа революционеры располагали в Гуди 2500 солдатами и 450 офицерами.
Из Халкиды на помощь восставшим выступил пехотный полк.
Правительство Раллиса подало в отставку и королевская семья «пережила нескольку часов страха»:285.
Королевский двор предложил сформировать правительство К. Мавромихалису, чья маленькая партия была связана с «Военным советом»:273.
Но вскоре на политическую арену Греции вступил, приглашённый офицерами с, номинально османского, Крита революционер и политик Элефтериос Венизелос:275.

## Последующие годы
Впоследствии занимал министерские посты в правительствах Гунариса, Заимиса и Скулудиса. Находился в оппозиции к Венизелосу, но несмотря на это, в начале Первой мировой войны он был согласен с Венизелосом в вопросе вступления Греции в войну на стороне Антанты.
Однако когда в августе 1916 года Венизелос организовал в Афинах демонстрацию, требуя от короля чтобы он действовал не как лидер партии, а как вождь нации, Раллис, Гунарис и Драгумис организовали контрдемонстрацию монархистов:321.

## Малая Азия
В 1919 году, по мандату Антанты, греческая армия заняла западное побережье Малой Азии. В дальнейшем Севрский мирный договор 1920 года закрепил контроль региона за Грецией, с решением его судьбы через 5 лет, на референдуме населения:16.
Завязавшиеся здесь бои с кемалистами приобрели характер войны, которую греки были вынуждены вести уже в одиночку. Из союзников, Италия, с самого начала поддержала кемалистов, Франция, решая свои задачи, также оказывала им поддержку. Греческая армия удерживала свои позиции. Геополитическая ситуация изменилась коренным образом и стала роковой для греческого населения Ионии, после парламентских выборов в Греции, в ноябре 1920 года. Под лозунгом «мы вернём наших парней домой» и получив поддержку, значительного тогда, мусульманского населения, на выборах победили монархисты:25.
Возвращение в Грецию германофила короля Константина освободило союзников от обязательств по отношению к Греции. У. Черчилль, в своей работе «Aftermath» (стр. 387—388) писал: «Возвращение Константина расторгло все союзные связи с Грецией и аннулировало все обязательства, кроме юридических. С Венизелосом мы приняли много обязательств. Но с Константином, никаких. Действительно, когда прошло первое удивление, чувство облегчения стало явным в руководящих кругах. Не было более надобности следовать антитурецкой политике»:30.
Раллис возглавил правительство монархистов и в последний раз стал премьер-министром в 1920 году но на короткий промежуток времени (04.11.1920 — 24.01.1921).
Венизелос, находившийся Париже, и наблюдавший вблизи за резко изменившейся международной обстановкой, написал Раллису письмо. Венизелос писал, что несмотря на то что греки были разделены во внутренних вопросах страны, они должны предстать перед внешним миром едиными в вопросах внешних.
Раллис, который и сам был обеспокоен развитием событий, был убеждён что предложение Венизелоса следует принять:37.
24-29 января в Париже состоялась конференция союзников, в которой приняли участие новый французский премьер-министр и министр иностранных дел Бриан, английский премьер Ллойд Джордж и посол Италии.
Среди прочих был обсуждён греческий вопрос.
Бриан заявил, что после возвращения Константина, вопрос должен быть пересмотрен и что он намерен отозвать своих 60 тысяч французских солдат из Киликии.
Бриан продолжил, что ревизия Севрского мира неизбежна и был поддержан в этом итальянским послом.
Ллойд Джордж воспротивился решению союзников «продать греков». «Мы не должны их бросить, по причине того, что греческий народ, в момент энтузиазма, предпочёл правителем того, кто нам не нравится.
Мы потратили на войну против Турции миллиарды фунтов, наши убитые исчисляются десятками тысяч, а раненные сотнями тысяч. Нельзя себе и представить, что все эти жертвы были напрасными».
Союзники согласились созвать конференцию в Лондоне 8/21 февраля 1921 года, на которую будут приглашены также делегация Греции и две турецкие делегации, султана и Кемаля.
Когда Д. Раллис получил от посла Франции 13/26 января приглашение на лондонскую конференцию, он вспомнил о предложении Венизелоса и решил использовать его. Попытался убедить своих министров, что делегацию должен возглавить он сам, но в роли своего помощника он должен взять Венизелоса. Гунарис воспротивился этому решению и подал в отставку:38.
После этого, 22 января/4 февраля 1921 года Раллис объявил в парламенте, что после действий Гунариса он сдаёт свои полномочия королю.
Константин немедленно принял отставку Раллиса и 25 января/7 февраля 1921 года правительство монархистов возглавил франкофил Н. Калогеропулос:39.
Д. Фотиадис рассматривает несостоявшуюся совместную поездку Раллиса-Венизелоса в Лондон, как один из упущенных монархистами шансов, что привело к истреблению и изгнанию турками коренного греческого населения Ионии:40.